# Hultsfreds landsfiskalsdistrikt
Hultsfreds landsfiskalsdistrikt var 1918–1964 ett landsfiskalsdistrikt i Kalmar län, bildat när Sveriges indelning i landsfiskalsdistrikt trädde i kraft den 1 januari 1918, enligt beslut den 7 september 1917. Den 1 januari 1965 avskaffades i Sverige samtliga landsfiskaler och landsfiskalsdistrikt, och deras arbetsuppgifter delades upp på de nyskapade indelningarna polisdistrikt, åklagardistrikt och kronofogdedistrikt.
Landsfiskalsdistriktet låg under länsstyrelsen i Kalmar län.

## Ingående områden
Den 1 januari 1927 utbröts Hultsfreds köping ut ur Vena landskommun. När Sveriges nya indelning i landsfiskalsdistrikt trädde i kraft den 1 januari 1952 (enligt kungörelsen 1 juni 1951) ändrades distriktets omfattning.

### Från 1918
Sevede härad:
- Pelarne landskommun
- Vena landskommun
- Vimmerby landskommun

### Från 1927
Sevede härad:
- Hultsfreds köping
- Pelarne landskommun
- Vena landskommun
- Vimmerby landskommun

### Från 1 januari 1952
- Hultsfreds köping
- Lönneberga landskommun
- Vena landskommun